# 밤베르크 형사재판 법전

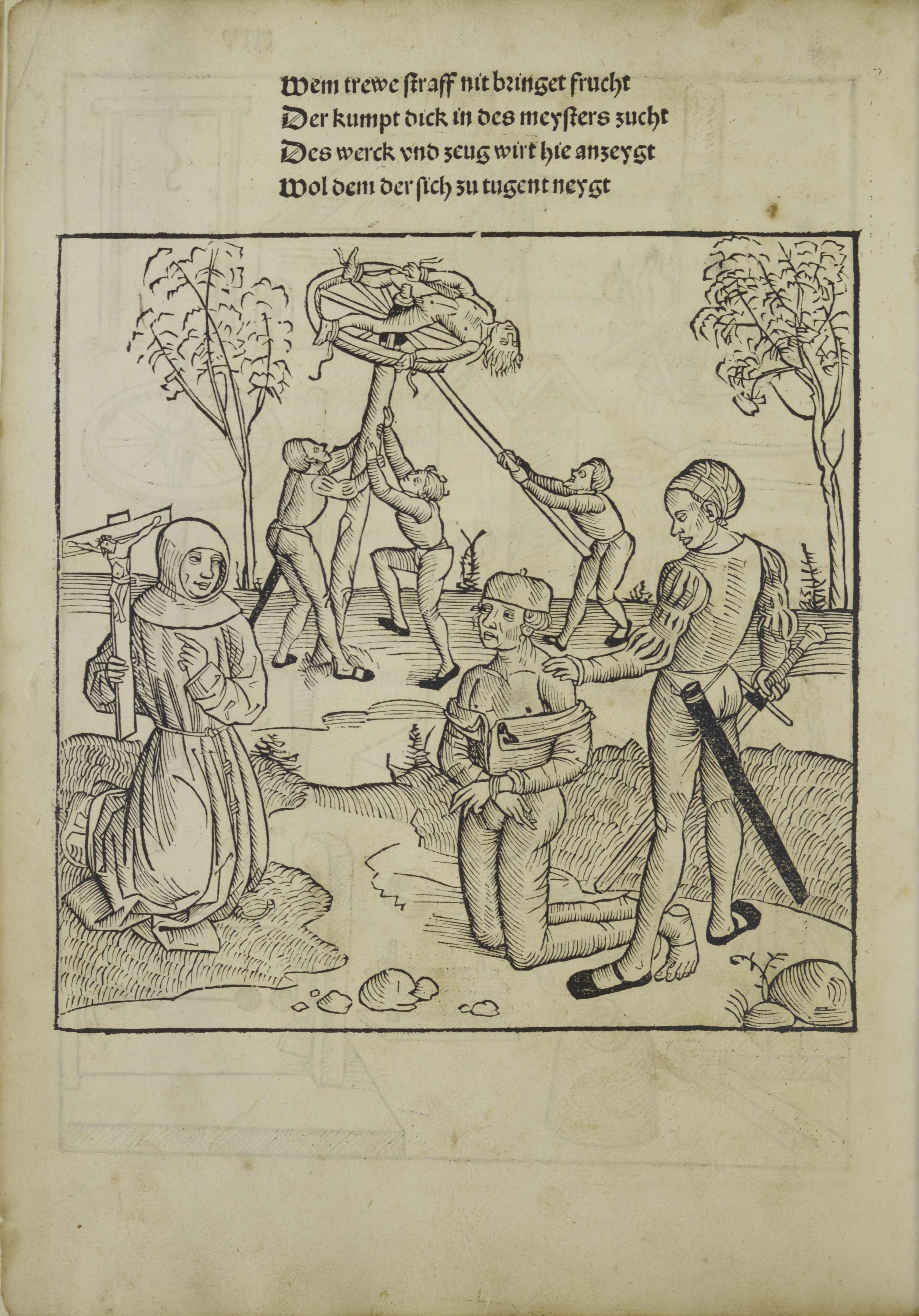
1507년, 밤베르크 형사재판 법전에 수록된 처형 방식에 대한 삽화

밤베르크 형사재판 법전(독일어: Bambergische Peinliche Halsgerichtsordnung, 라틴어: Constitutio Criminalis Bambergensis)은 1507년에 출간된 독일 밤베르크의 형사 법전이다. 이 법전은 바이로이트, 안스바흐를 포함한 바이에른 지방 같은 남부 독일의 형사재판소에서도 널리 통용되었으며, 훗날 카롤리나 형사재판 법전에 영향을 주었다.

## 저술과 출간
이 법전은 1507년 요한 추 슈바르첸베르크 남작의 지지자인 밤베르크의 주교 게오르크 3세 솅크 폰 림푸르크가 저술하였으며 같은 해에 한스 파일이 출간하였다.

## 법학적 내용
이 형사재판 법전에는 형법에 관한 법적 견해와 피의자에 대한 형사 심의, 자백 유도 등의 내용이 포함되어 있으며, 이 법전은 이후 밤베르크 시에서 절차 상 반드시 인용돼야 할 법전이자, 실질적인 공식 법전으로 발전하였다.

## 영향
이 법전의 법학적 견해들은 주로 로마법에 근거를 두고 있었으며, 후일 신성 로마 제국 황제 카를 5세가 제정한 <카롤리나 형사재판 법전>의 기초가 되었으며 카롤리나 법전은 1530년 아우크스부르크 제국의회에서 채택되었으며, 2년 뒤인 1532년 레겐스부르크 제국의회에서 해당 법전에 대한 비준안이 통과되었다.